# Backhaul
Backhaul é a porção de uma rede hierárquica de telecomunicações responsável por fazer a ligação entre o núcleo da rede, ou backbone, e as sub-redes periféricas. Por exemplo, em uma rede de telefonia celular, enquanto uma única torre de célula constitui a sub-rede local, a conexão dessa torre ao restante do mundo é feita por um link backhaul ao núcleo da rede da companhia telefônica.

## Exemplos
- Conexão de estações-base sem-fio (wireless) aos correspondentes controladores de estações-base
- Conexão de DSLAMs ao nó de agregação mais próximo de um ATM ou rede Ethernet
- Conexão de um site de uma grande companhia à rede Ethernet metropolitana.